# جازان (مقر الإمارة)
محافظة جازان أو إمارة جازان هي مقر إمارة منطقة جازان وعاصمتها مدينة جيزان.

## السكان
بلغ عدد سكان محافظة جازان (200,911) نسمة حسب تعداد السعودية 2022، عدد السعوديين (116,985) نسمة، وعدد غير السعوديين (83,926) نسمة.

## القرى التابعة
يتبع المحافظة عدداً من القرى، يقدر عددها بـ 15 قرية، وهي:
- الكربوس
- المعبوج
- محلية
- الخرادلة
- الجوابرة
- العميرية
- دحيقة
- المقارية الشرقية
- المقارية الغربية
- الغشامية
- الجوابنة
- الأيواء
- الطراشة
- الشواجرة السفلى
- الشواجرة العليا